# Sappada
Sappada is een gemeente in de Italiaanse provincie Udine  (regio  Friuli-Venezia Giulia ) en telt 1339 inwoners (31-12-2004). De oppervlakte bedraagt 62,6 km², de bevolkingsdichtheid is 21 inwoners per km². De gemeente behoorde vroeger tot de regio Veneto, maar in 2008 heeft de bevolking er per referendum voor gekozen om bij Friuli-Venezia Giulia te horen. Sinds 2017 ligt Sappada in deze regio.

## Demografie
Sappada telt ongeveer 575 huishoudens. Het aantal inwoners daalde in de periode 1991-2001 met 1,0% volgens cijfers uit de tienjaarlijkse volkstellingen van ISTAT.
| Jaar | Inwoneraantal |
| ---- | ------------- |
| 1991 | 1373          |
| 2001 | 1359          |

## Geografie
Sappada grenst aan de volgende gemeenten: Forni Avoltri (UD), Prato Carnico (UD), Santo Stefano di Cadore, Vigo di Cadore.

## Taal
Sappada geldt als Duitstalig taaleiland. Men spreekt er, net als in het naburige Oostenrijkse Karinthië en in Zuid-Tirol (Alto Adige) een Beiers dialect. De gemeente heet in het Duits dan ook Bladen en in het plaatselijk dialect Plodn.

## Sport
Het in de heuvels gelegen Sappada is meermaals aankomstplaats geweest van een etappe in de wielerkoers Ronde van Italië. 
De ritwinnaars in Sappada zijn:
- 1987: Johan van der Velde
- 2018: Simon Yates
- 2024: Andrea Vendrame

## Geboren
- Pietro Piller Cottrer (1974), langlaufer